# الدوري السلوفيني لكرة القدم 1927–28
الدوري السلوفيني لكرة القدم 1927–28 هو موسم من الدوري السلوفيني لكرة القدم ‏. فاز فيه ASK Primorje ‏.